# Euxoa coloradensis
Euxoa coloradensis är en fjärilsart som beskrevs av Embrik Strand 1921. Euxoa coloradensis ingår i släktet Euxoa och familjen nattflyn. Inga underarter finns listade i Catalogue of Life.